# Ullastre (Sant Climent Sescebes)
Ullastre és un nucli de població del municipi de Sant Climent Sescebes situat a poc més d'un quilòmetre a l'oest del nucli urbà al peu de la carretera que mena a Campmany i en un trencat que mena cap a Masarac. Està format per mitja dotzena de cases que en el cens de 2005 tenien 4 habitants. Una d'aquestes cases és un restaurant que té el mateix nom i està a peu de la carretera.